# Trinidad és Tobago az 1976. évi nyári olimpiai játékokon
Trinidad és Tobago a kanadai Montréalban megrendezett 1976. évi nyári olimpiai játékok egyik részt vevő nemzete volt. Az országot az olimpián 3 sportágban 13 sportoló képviselte, akik összesen 1 érmet szereztek.

## Érmesek
| Érem  | Versenyző       | Sportág  | Versenyszám |
| ----- | --------------- | -------- | ----------- |
| Arany | Hasely Crawford | Atlétika | Férfi 100 m |

## Atlétika
Férfi
| Versenyző                                                    | Versenyszám     | Előfutam      | Előfutam      | Előfutam      | Negyeddöntő | Negyeddöntő | Negyeddöntő | Elődöntő      | Elődöntő      | Elődöntő      | Döntő   | Döntő    |
| Versenyző                                                    | Versenyszám     | Idő           | Hely.         | Össz.         | Idő         | Hely.       | Össz.       | Idő           | Hely.         | Össz.         | Idő     | Helyezés |
| ------------------------------------------------------------ | --------------- | ------------- | ------------- | ------------- | ----------- | ----------- | ----------- | ------------- | ------------- | ------------- | ------- | -------- |
| Chris Brathwaite                                             | 100 m           | 10,71         | 4.            | 33.*          | kiesett     | kiesett     | kiesett     | kiesett       | kiesett       | kiesett       | kiesett | kiesett  |
| Ainsley Armstrong                                            | 100 m           | 10,59         | 3.            | 15.*          | 10,46       | 4.          | 10.*        | 10,52         | 6.            | 14.           | kiesett | kiesett  |
| Ainsley Armstrong                                            | 200 m           | nem ért célba | nem ért célba | nem ért célba | kiesett     | kiesett     | kiesett     | kiesett       | kiesett       | kiesett       | kiesett | kiesett  |
| Hasely Crawford                                              | 200 m           | 22,35         | 3.            | 35.           | 20,95       | 1.          | 8.          | 20,99         | 3.            | 5.            | 1:19,60 | 8.       |
| Hasely Crawford                                              | 100 m           | 10,42         | 1.            | 5.            | 10,29       | 1.          | 2.*         | 10,22         | 1.            | 1.            | 10,06   |          |
| Charles Joseph                                               | 400 m           | 47,72         | 5.            | 27.           | 46,61       | 8.          | 19.         | kiesett       | kiesett       | kiesett       | kiesett | kiesett  |
| Mike Solomon                                                 | 400 m           | 47,29         | 1.            | 21.           | 45,83       | 1.          | 2.          | 46,20         | 7.            | 12.           | kiesett | kiesett  |
| Horace Tuitt                                                 | 800 m           | 1:48,48       | 2.            | 22.           |             |             |             | nem ért célba | nem ért célba | nem ért célba | kiesett | kiesett  |
| Anthony Husbands Chris Brathwaite Charles Joseph Frank Adams | 4 × 100 m váltó | 40,08         | 4.            | 12.           |             |             |             | 39,88         | 6.            | 11.           | kiesett | kiesett  |
| Mike Solomon Horace Tuitt Joseph Coombs Charles Joseph       | 4 × 400 m váltó | 3:03,54       | 2.            | 4.            |             |             |             |               |               |               | 3:03,46 | 6.       |

| Versenyző       | Versenyszám | Selejtező | Selejtező | Döntő    | Döntő    |
| Versenyző       | Versenyszám | Eredmény  | Helyezés  | Eredmény | Helyezés |
| --------------- | ----------- | --------- | --------- | -------- | -------- |
| George Swanston | Távolugrás  | 740 cm    | 25.       | kiesett  | kiesett  |

* - egy másik versenyzővel azonos időt ért el

## Kerékpározás

### Pálya-kerékpározás
Sprintverseny
| Versenyző      | Versenyszám  | 1. forduló                   | 1. forduló | Vigaszág                         | Vigaszág | Nyolcaddöntő           | Nyolcaddöntő | Vigaszág selejtező     | Vigaszág selejtező | Vigaszág döntő       | Vigaszág döntő | Negyeddöntő          | 5–8. helyért           | 5–8. helyért | Elődöntő             | Döntő                | Helyezés    |
| Versenyző      | Versenyszám  | Ellenfél Győztes idő         | Hely.      | Ellenfél Győztes idő             | Hely.    | Ellenfelek Győztes idő | Hely.        | Ellenfelek Győztes idő | Hely.              | Ellenfél Győztes idő | Hely.          | Ellenfél Győztes idő | Ellenfelek Győztes idő | Hely.        | Ellenfél Győztes idő | Ellenfél Győztes idő | Helyezés    |
| -------------- | ------------ | ---------------------------- | ---------- | -------------------------------- | -------- | ---------------------- | ------------ | ---------------------- | ------------------ | -------------------- | -------------- | -------------------- | ---------------------- | ------------ | -------------------- | -------------------- | ----------- |
| Leslie Rawlins | Férfi egyéni | Benedykt Kocot (POL) · 11,79 | 2.         | Julio Echeverry (COL) · kizárták | –        | kiesett                | kiesett      | kiesett                | kiesett            | kiesett              | kiesett        | kiesett              | kiesett                | kiesett      | kiesett              | kiesett              | helyezetlen |

Időfutam
| Versenyző       | Versenyszám  | Idő      | Helyezés |
| --------------- | ------------ | -------- | -------- |
| Anthony Sellier | Férfi egyéni | 1:11,103 | 20.      |

## Sportlövészet
Nyílt
| Versenyző     | Versenyszám       | Pont | Helyezés |
| ------------- | ----------------- | ---- | -------- |
| John Fong Yew | Sportpuska, fekvő | 564  | 77.      |